# Raven: The Untold Story of the Rev. Jim Jones and His People
Raven: The Untold Story of the Rev. Jim Jones and His People (с англ. — «Ворон: нерассказанная история преподобного Джима Джонса и его людей») — документальная книга американских журналистов Тима Рейтермана и Джона Джейкобса, посвящённая жизни и трагической смерти идейной общины «Храм народов» и её основателя Джима Джонса.
В 1983 году авторы были награждены Thomas Thompson PEN Award for non fiction.

## Предыстория
Наряду с освещением деятельности Джима Джонса и «Храма народов» в статьях в газете San Francisco Examiner Тим Рейтерман также сопровождал конгрессмена Лео Райана во время совершения последним поездки в Джонстаун в ноябре 1978 года для проведения расследования. Рейтерман получил огнестрельное ранение, когда несколько вооружённых членов «Храма народов» напали на самолёт с делегацией Райана, которая готовилась к вылету в США в аэропорте Гайаны, но ему удалось остаться живым.

## Содержание
Собирая сведения для своей будущей книги Рейтерман съездил в штат Индиана, посетив места, где Джонс вырос, и взял большое количество интервью с местными жителями, которые были с ним знакомы. Кроме того, Рейтерман использовал многочисленные аудиозаписи и документы.
В книге описаны трагические события, в Джонстауне, где культовый суицид совершили более 900 человек, включая женщин и детей, что на долгое время (до событий 11 сентября 2001 года) стало самым большим случаем смертности среди гражданского населения (кроме стихийных бедствий) в истории США. Также в ней описываются обстоятельства гибели Райана и их последующее расследование Конгрессом США.

## Оценки

### Учёных
Гарольд Барретт назвал книгу «тщательным, очень подробным и задокументированным отчётом».
Юджин Галлахер и Майкл Эшкрафт в своей монографии «Введение в новые и альтернативные религии», определили «Ворона», как «увлекательный журналистский отчёт».

### Публицистов
Будучи изданной в 1982 году, книга уже тогда получила ряд рецензий и отзывов. Так Лиза Левитт Рикман в 1982 году в своей рецензии для Associated Press назвала книгу «самой исчерпывающей из множества написанных, с тех пор как Джим Джонс вверг своих последователей в оргию самоубийств и убийств»; в 1988 году в газете Sun-Sentinel, в статье посвящённой Джонстауну, повторила свою мысль, назвав её «итоговой книгой о Джонсе и „Храме народов“». В свою очередь обозреватель Library Journal Барбара Конати в целом положительно отозвалась о книге и подытожила: «Этот неотразимый, жестоко убедительное повествование вряд ли будет превзойдено». Обозреватель The New York Times Book Review Барбара Брайт в своей рецензии описала труд Рейтермана и Джейкобса, как «превосходно написанную и отлично проработанную книгу, задокументировавшую сугубо американскую трагедию». Обозреватель The Boston Globe Боб Макдональд описал книгу, как «блестящее расследование» смертей в Джонстауне. Обозреватель National Review Дэвид Эваниер отмечал: «„Ворон“ не объясняет Джонса... Но благодаря переплетению превосходных подробностей к концу книги он понятен без оправданий, преувеличений, лишних сведений или психоанализа».
В 1983 году в рецензии в журнале Choice: Current Reviews for Academic Libraries отмечалось: «Хорошая литература для дополнительного чтения для ряда курсов колледжа и ценная для общего чтения взрослыми, она настоятельно рекомендуется всем библиотекам. [..] Методы и источники Рейтермана описаны в достаточной степени, чтобы подтвердить, что „Ворон“ представляет собой серьёзную работу».
Обозреватель The Sacramento Bee Герберт Михельсон в 1986 году описал «Ворона», как «признанное критиками исследование „Храма народов“». А обозреватель того же издания Стиве Боум в 1988 году указал, что это «исчерпывающая биография Джима Джонса».
Книга получала оценки и отзывы и спустя продолжительное время после её издания. Обозреватель газеты San Francisco Examiner Роб Морси в 1997 году отметил: «Книга настолько исчерпывающая, что продвигаться по ней тяжело. В ней нет места дешёвым острым ощущениям, а есть лишь удручающий трепет». Обозреватель газеты San Francisco Chronicle Майкл Тайлор в 1998 году высказал мнение, что это «исчерпывающее исследование»; а обозреватель той же газеты Маршалл Килдафф высоко оценил книгу, и в 2007 году включил её в свой список книг к прочтению летом: «Это исчерпывающее повествование про Джима Джонса и причудливый „Храм народов“». В свою очередь корреспондент 
Associated Press Джордан Робертсон в 2006 году назвал «Ворона» «плодотворной книгой».

## Издание
- Reiterman T., Jacobs J. Raven: The Untold Story of the Rev. Jim Jones and His People. — New York: E. P. Dutton[англ.], 1982. — ISBN 0-525-24136-1.
- Reiterman T., Jacobs J. Raven: The Untold Story of the Rev. Jim Jones and His People. — New York: Penguin Books, 2008. — 688 p.